# Wereldkampioenschap superbike van Sentul 1996
Het wereldkampioenschap superbike van Sentul 1996 was de achtste ronde van het wereldkampioenschap superbike 1996. De races werden verreden op 18 augustus 1996 op het Sentul International Circuit nabij Bogor, Indonesië.

## Race 1
| Pos | Nr | Rijder               | Constructeur | Rondes | Tijd                | Grid | Punten |
| --- | -- | -------------------- | ------------ | ------ | ------------------- | ---- | ------ |
| 1   | 11 | John Kocinski        | Ducati       | 25     | 37:18.525           | 3    | 25     |
| 2   | 1  | Carl Fogarty         | Honda        | 25     | +3.309              | 5    | 20     |
| 3   | 3  | Aaron Slight         | Honda        | 25     | +7.302              | 6    | 16     |
| 4   | 7  | Pierfrancesco Chili  | Ducati       | 25     | +13.741             | 2    | 13     |
| 5   | 45 | Colin Edwards        | Yamaha       | 25     | +20.168             | 1    | 11     |
| 6   | 2  | Troy Corser          | Ducati       | 25     | +27.183             | 4    | 10     |
| 7   | 5  | Wataru Yoshikawa     | Yamaha       | 25     | +34.624             | 11   | 9      |
| 8   | 16 | Paolo Casoli         | Ducati       | 25     | +36.006             | 14   | 8      |
| 9   | 10 | John Reynolds        | Suzuki       | 25     | +36.907             | 9    | 7      |
| 10  | 67 | Mike Hale            | Ducati       | 25     | +38.112             | 15   | 6      |
| 11  | 8  | Piergiorgio Bontempi | Kawasaki     | 25     | +52.606             | 12   | 5      |
| 12  | 6  | Simon Crafar         | Kawasaki     | 25     | +52.908             | 8    | 4      |
| 13  | 36 | Kirk McCarthy        | Suzuki       | 25     | +1:07.613           | 17   | 3      |
| 14  | 17 | Dean Thomas          | Honda        | 25     | +1:16.749           | 19   | 2      |
| 15  | 12 | Rob Phillis          | Kawasaki     | 25     | +1:26.694           | 20   | 1      |
| 16  | 18 | Igor Jerman          | Kawasaki     | 24     | +1 ronde            | 22   |        |
| 17  | 14 | David Emmerson       | Kawasaki     | 24     | +1 ronde            | 21   |        |
| 18  | 19 | Simon Yudha Kusuma   | Kawasaki     | 24     | +1 ronde            | 24   |        |
| DNF | 41 | Michaël Paquay       | Ducati       | 24     | Uitgevallen         | 18   |        |
| DNF | 15 | Martin Craggill      | Kawasaki     | 18     | Uitgevallen         | 13   |        |
| DNF | 13 | Steve Martin         | Suzuki       | 13     | Uitgevallen         | 16   |        |
| DNF | 9  | Neil Hodgson         | Ducati       | 8      | Uitgevallen         | 10   |        |
| DNF | 38 | Ioannis Boustas      | Ducati       | 6      | Uitgevallen         | 23   |        |
| DNS | 4  | Anthony Gobert       | Kawasaki     | 0      | Niet gestart        | 7    |        |
| DNQ | 61 | Nugraha Dadam        | Suzuki       | 0      | Niet gekwalificeerd |      |        |
| DNQ | 71 | Joenzindy Gozali     | Kawasaki     | 0      | Niet gekwalificeerd |      |        |
| DNQ | 88 | Dudu Karnada         | Yamaha       | 0      | Niet gekwalificeerd |      |        |
| DNQ | 77 | Rod Scott            | Kawasaki     | 0      | Niet gekwalificeerd |      |        |
| DNQ | 21 | Bar Effendi          | Kawasaki     | 0      | Niet gekwalificeerd |      |        |
| DNQ | 52 | Eddy S. Otto         | Kawasaki     | 0      | Niet gekwalificeerd |      |        |

## Race 2
| Pos | Nr | Rijder               | Constructeur | Rondes | Tijd                | Grid | Punten |
| --- | -- | -------------------- | ------------ | ------ | ------------------- | ---- | ------ |
| 1   | 11 | John Kocinski        | Ducati       | 25     | 37:10.159           | 3    | 25     |
| 2   | 3  | Aaron Slight         | Honda        | 25     | +4.695              | 6    | 20     |
| 3   | 1  | Carl Fogarty         | Honda        | 25     | +5.258              | 5    | 16     |
| 4   | 45 | Colin Edwards        | Yamaha       | 25     | +12.254             | 1    | 13     |
| 5   | 2  | Troy Corser          | Ducati       | 25     | +18.235             | 4    | 11     |
| 6   | 10 | John Reynolds        | Suzuki       | 25     | +28.298             | 9    | 10     |
| 7   | 5  | Wataru Yoshikawa     | Yamaha       | 25     | +28.487             | 11   | 9      |
| 8   | 9  | Neil Hodgson         | Ducati       | 25     | +29.336             | 10   | 8      |
| 9   | 67 | Mike Hale            | Ducati       | 25     | +29.487             | 15   | 7      |
| 10  | 36 | Kirk McCarthy        | Suzuki       | 25     | +46.465             | 17   | 6      |
| 11  | 6  | Simon Crafar         | Kawasaki     | 25     | +48.936             | 8    | 5      |
| 12  | 8  | Piergiorgio Bontempi | Kawasaki     | 25     | +1:01.521           | 12   | 4      |
| 13  | 12 | Rob Phillis          | Kawasaki     | 25     | +1:17.696           | 20   | 3      |
| 14  | 38 | Ioannis Boustas      | Ducati       | 25     | +1:25.849           | 23   | 2      |
| 15  | 13 | Steve Martin         | Suzuki       | 24     | +1 ronde            | 16   | 1      |
| 16  | 14 | David Emmerson       | Kawasaki     | 24     | +1 ronde            | 21   |        |
| DNF | 15 | Martin Craggill      | Kawasaki     | 16     | Uitgevallen         | 13   |        |
| DNF | 18 | Igor Jerman          | Kawasaki     | 11     | Uitgevallen         | 22   |        |
| DNF | 16 | Paolo Casoli         | Ducati       | 8      | Uitgevallen         | 14   |        |
| DNF | 41 | Michaël Paquay       | Ducati       | 8      | Uitgevallen         | 18   |        |
| DNF | 7  | Pierfrancesco Chili  | Ducati       | 7      | Uitgevallen         | 2    |        |
| DNF | 17 | Dean Thomas          | Honda        | 1      | Uitgevallen         | 19   |        |
| DNF | 19 | Simon Yudha Kusuma   | Kawasaki     | 1      | Uitgevallen         | 24   |        |
| DNS | 4  | Anthony Gobert       | Kawasaki     | 0      | Niet gestart        | 7    |        |
| DNQ | 61 | Nugraha Dadam        | Suzuki       | 0      | Niet gekwalificeerd |      |        |
| DNQ | 71 | Joenzindy Gozali     | Kawasaki     | 0      | Niet gekwalificeerd |      |        |
| DNQ | 88 | Dudu Karnada         | Yamaha       | 0      | Niet gekwalificeerd |      |        |
| DNQ | 77 | Rod Scott            | Kawasaki     | 0      | Niet gekwalificeerd |      |        |
| DNQ | 21 | Bar Effendi          | Kawasaki     | 0      | Niet gekwalificeerd |      |        |
| DNQ | 52 | Eddy S. Otto         | Kawasaki     | 0      | Niet gekwalificeerd |      |        |

## Tussenstanden na wedstrijd
| Pos | Nr | Rijder        | Team   | Punten |
| --- | -- | ------------- | ------ | ------ |
| 1   | 3  | Aaron Slight  | Honda  | 257    |
| 2   | 2  | Troy Corser   | Ducati | 250    |
| 3   | 11 | John Kocinski | Ducati | 223    |
| 4   | 1  | Carl Fogarty  | Honda  | 217    |
| 5   | 45 | Colin Edwards | Yamaha | 176    |

1994 · 1995 · 1996 · 1997